# Terme de Bernils

El Terme de Bernils, respecte del terme de Castellcir

El Terme de Bernils és un paratge del terme municipal de Castellcir, a la comarca del Moianès.
És a l'extrem oriental del terme, al nord-oest de la masia de les Solanes i al nord-oest de la de Barnils. Es tracta d'una falca de bosc de pertinença de Bernils entre la resta del bosc, que pertany a les Solanes.